# Pardalota versicolor
Pardalota versicolor är en insektsart som beskrevs av Brunner von Wattenwyl 1878. Pardalota versicolor ingår i släktet Pardalota och familjen vårtbitare. Inga underarter finns listade i Catalogue of Life.